# G.711
G.711 è uno standard ITU-T per la codifica digitale di segnali audio con ampiezza di banda fino a 4 kHz, per esempio la voce. È basato sulla PCM ed è la tecnica di codifica più usata nelle reti telefoniche a commutazione di circuito.

## Descrizione
Nella codifica G.711 il segnale audio è campionato con una frequenza di 8 kHz, ottenendo pertanto 8000 campioni al secondo. Ogni campione è poi quantizzato a 256 livelli e rappresentato con 8 bit. Il flusso numerico risultante è quindi di 64 kbit/s e può essere inserito in un time slot nella trama di livello inferiore della gerarchia PDH.
I livelli di quantizzazione non sono equispaziati, ma presentano una spaziatura logaritmica grazie all'uso della tecnica del companding, che permette di ottenere un miglior rapporto segnale/rumore. Sono specificate due leggi di quantizzazione: la legge μ (usata nel Nord America e in Giappone) e la legge A (usata nel resto del mondo). In assenza di errore, la codifica G.711 garantisce una buona qualità della voce con un MOS superiore a 4.